# Forbidden Fruit
"Forbidden Fruit" é o terceiro episódio da oitava temporada da série de televisão antológica American Horror Story. Foi ao ar em 26 de setembro de 2018 na FX. O episódio foi escrito por Manny Coto e dirigido por Loni Peristere.

## Enredo
Langdon continua suas entrevistas com os habitantes do Outpost 3. Em sua entrevista com Dinah, é revelado que eles se conhecem antes da destruição e do caos causados pela guerra nuclear. Durante sua entrevista com Mallory, ela confidencia que se sente como se houvesse algo dentro dela tentando sair. Langdon sente a escuridão de Mallory e revela sua verdadeira forma, enquanto Mallory usa seus poderes não descobertos para realçar as chamas da lareira na sala, o que assusta Langdon enquanto ela escapa. Mais tarde, Langdon realiza um ritual de sangue implorando orientação de seu "pai" depois de exclamar que ele pensou que ele destruiu todas as bruxas.
No mundo exterior, dois humanos sofrendo com a radiação estão discutindo sobre como cozinhar uma perna humana quando encontrarem Brock. Brock pede informações sobre o Outpost e exclama que ele está procurando por sua namorada, que também sobreviveu à explosão. Depois de matar os sobreviventes que encontrou, Brock vê uma carruagem puxada por cavalos e pega uma carona até o Outpost 3. Após a chegada da carruagem ao local, Brock entra sorrateiramente depois que Venable e Meade recuperam um recipiente cheio de maçãs frescas.
De volta ao Outpost, Venable e Meade planejam um plano para matar todos os habitantes injetando veneno de cobra nas maçãs, depois que Venable confidencia em Meade que ela não foi selecionada para continuar no Santuário. Venable anuncia aos habitantes que ela vai sediar um baile de máscaras de Halloween, celebrando a chegada de maçãs frescas como um presente da Cooperativa, com a participação obrigatória no entanto Langdon permanece em seu quarto.
Durante a festa, os habitantes são convidados a dançar, e Coco dança com quem ela supõe ser Langdon, depois de mandar todo mundo sair, diz a ele por que ela deveria ser escolhida para o Santuário e por que alguns dos habitantes não. Ela então tenta seduzir "Langdon" e leva-o para seu quarto, onde ela descobre que estava dançando e conversando com Brock. Depois de uma rápida reunião unilateral, Brock esfaqueia Coco na cabeça, matando-a. De volta ao baile, as maçãs agora envenenadas são colocadas em um barril para um tradicional jogo de sacudir maçãs. Uma vez que todos tenham uma, eles são instruídos a comer. Momentos depois, todos começam a mostrar sinais de envenenamento e, em segundos, estão todos mortos. Venable e Meade confrontam Langdon em seu quarto e Venable instrui Meade a matá-lo, no entanto ela vira a arma para Venable e atira e a mata. Langdon conta a Meade, surpresa e chateada, que ele a construiu no projeto da única mulher que o entendia, o que a consola.
Fora do Outpost, os portões se abrem para mostrar três figuras camufladas que chegam e entram no complexo. Cordelia Foxx, Madison Montgomery e Myrtle Snow entram no centro do Outpost e Cordelia pede a Madison e Myrtle que encontrem suas irmãs. Eles trazem os corpos de Coco, Mallory e Dinah para Cordelia, e as traz de volta à vida.

## Recepção
Matt Fowler, da IGN, deu ao episódio 6,8 de 10, com uma avaliação mista. Ele disse: "Uma vez que a música mudou do Pão para os Rolling Stones, e as bruxaz do Coven entraram majestosamente, as coisas foram infundidas com mais energia. Houve uma luz sobrenatural bem-vinda naqueles momentos finais que pareciam cobrir toda afealdade e abafamento com um brilho prateado. Isso não quer dizer que a temporada está prestes a ficar exponencialmente melhor, mas foi uma mudança bem-vinda da preguiça que últimas semanas ofereceram."